# Brigitte Jockusch

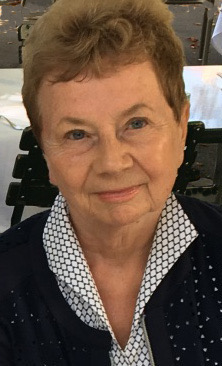
Brigitte Jockusch (2021)

Brigitte Maria Jockusch, geb. Schenk (* 27. September 1939 in Berlin) ist emeritierte Professorin für Zoologie und Zellbiologie.

## Leben
Brigitte Jockusch studierte Biologie, Chemie und Geographie an der LMU München und der Universität Tübingen, schloss das Studium 1964 mit dem Staatsexamen für das Höhere Lehramt ab und wurde 1967 mit einer sinnesphysiologischen Arbeit und Prüfungen in Zoologie, Biochemie und Genetik an der LMU promoviert. Nach kurzem Aufenthalt am Max-Planck-Institut für Meeresbiologie (MPI) in Tübingen arbeitete sie von 1968 bis 1970 am McArdle Laboratory for Cancer Research an der Universität von Wisconsin in Madison, Wisconsin. Nach ihrer Rückkehr nach Tübingen war sie Arbeitsgruppenleiterin (1971–1974) am MPI für Biologie und wurde 1972 von der Universität Tübingen in Zellbiologie habilitiert. Weitere Stationen waren das Biozentrum der Universität Basel (Dozentur, 1975–1977), das European Molecular Biology Laboratory (EMBL) in Heidelberg (Group Leader, 1978–1981), die Universität Bielefeld (1982–1993, C3-Professur ab 1986) und die Technische Universität Braunschweig (C4-Professur und Direktorin von 1994 bis 2004). Brigitte Jockusch war Gründungssprecherin eines 1985 etablierten DFG-Sonderforschungsbereiches, ab 2001 Gründungssprecherin des Internationalen Graduiertenkollegs Niedersachsen/Israel, Mitglied im „Minerva Komitee für Deutsch-Israelische Zusammenarbeit“ der Max-Planck-Gesellschaft (1991–1999), Mitglied des Wissenschaftsrats (1996–2011) und Kuratorin der Volkswagenstiftung (2002–2012). Nach ihrer Emeritierung (2004) führte sie ihre wissenschaftliche Arbeit an der TU Braunschweig in mehreren DFG-Forschergruppen und -Graduiertenkollegs fort. Während dieser Zeit (2011–2017) verschaffte sie dem von der DFG eingesetzten, nationalen Gremium zur Aufklärung wissenschaftlichen Fehlverhaltens, dem „Ombudsman für die Wissenschaft“, internationale Bedeutung.
Brigitte Jockusch lebt mit ihrem Mann, dem Biologen und bildenden Künstler Harald Jockusch, in Freiburg im Breisgau. Das Ehepaar hat zwei Söhne.

## Forschung
Brigitte Jockusch analysierte die Architektur von Wirbeltierzellen bei der Gewebebildung, die vom Strukturprotein Aktin geprägt wird. Zahlreiche Aktin-assoziierte Proteine steuern die Dynamik, Mobilität und Organisation von Aktinfasern. Ein umfangreicher Proteinkomplex bestimmt die Verankerung und Haftung von Zellen im Gewebe. Fehlerhafte Wechselwirkungen seiner zahlreichen Komponenten können zur Auflösung von Gewebsverbänden in malignen Tumoren führen, so z. B. zur Metastasierung von Brustkrebs. Der Nachweis von Komponenten des Aktinskeletts im Zellkern geht auf frühe Arbeiten von Brigitte Jockusch zurück. Neben zahlreichen zellbiologischen Methoden setzte sie für diese Arbeiten biochemische und molekularbiologische Techniken ein. Eine besondere Expertise von Brigitte Jockusch liegt auf der Herstellung und Charakterisierung hochspezifischer Antikörper zur Lokalisation und Charakterisierung einzelner Mitglieder des Aktinskeletts.

## Auszeichnungen und Mitgliedschaften
- 1982 Mitglied der European Molecular Biology Organization (EMBO)
- 1987 Kulturpreis der Stadt Bielefeld
- 1996 Mitglied der Braunschweigischen Wissenschaftlichen Gesellschaft
- 2000 Mitglied der Deutschen Nationalakademie Leopoldina
- 2005 Verdienstkreuz am Bande des niedersächsischen Verdienstordens
- 2021 Verdienstkreuz 1. Klasse der Bundesrepublik Deutschland[2]